# Saint-Martin-d'Août
Saint-Martin-d'Août és un municipi francès situat al departament de la Droma i a la regió d'Alvèrnia-Roine-Alps. L'any 2007 tenia 365 habitants.

## Demografia

### Població
El 2007 la població de fet de Saint-Martin-d'Août era de 365 persones. Hi havia 139 famílies de les quals 33 eren unipersonals (22 homes vivint sols i 11 dones vivint soles), 37 parelles sense fills, 62 parelles amb fills i 7 famílies monoparentals amb fills.
La població ha evolucionat segons el següent gràfic:
Habitants censats

### Habitatges
El 2007 hi havia 170 habitatges, 141 eren l'habitatge principal de la família, 17 eren segones residències i 12 estaven desocupats. 157 eren cases i 13 eren apartaments. Dels 141 habitatges principals, 105 estaven ocupats pels seus propietaris, 32 estaven llogats i ocupats pels llogaters i 4 estaven cedits a títol gratuït; 1 tenia una cambra, 6 en tenien dues, 9 en tenien tres, 25 en tenien quatre i 100 en tenien cinc o més. 121 habitatges disposaven pel capbaix d'una plaça de pàrquing. A 58 habitatges hi havia un automòbil i a 76 n'hi havia dos o més.

### Piràmide de població
La piràmide de població per edats i sexe el 2009 era:
| Homes | Edats   | Dones |
| ----- | ------- | ----- |
| 0     | 95 o +  | 0     |
| 0     | 90 a 94 | 1     |
| 2     | 85 a 89 | 1     |
| 1     | 80 a 84 | 3     |
| 7     | 75 a 79 | 10    |
| 4     | 70 a 74 | 10    |
| 13    | 65 a 69 | 7     |
| 7     | 60 a 64 | 7     |
| 4     | 55 a 59 | 4     |
| 7     | 50 a 54 | 4     |
| 10    | 45 a 49 | 9     |
| 17    | 40 a 44 | 13    |
| 7     | 35 a 39 | 6     |
| 11    | 30 a 34 | 11    |
| 6     | 25 a 29 | 6     |
| 13    | 20 a 24 | 11    |
| 9     | 15 a 19 | 9     |
| 9     | 10 a 14 | 15    |
| 14    | 5 a 9   | 9     |
| 12    | 0 a 4   | 7     |

## Economia
El 2007 la població en edat de treballar era de 229 persones, 169 eren actives i 60 eren inactives. De les 169 persones actives 153 estaven ocupades (84 homes i 69 dones) i 17 estaven aturades (12 homes i 5 dones). De les 60 persones inactives 13 estaven jubilades, 17 estaven estudiant i 30 estaven classificades com a «altres inactius».

### Ingressos
El 2009 a Saint-Martin-d'Août hi havia 154 unitats fiscals que integraven 399 persones, la mediana anual d'ingressos fiscals per persona era de 14.761 €.

### Activitats econòmiques
Dels 15 establiments que hi havia el 2007, 3 eren d'empreses de fabricació d'altres productes industrials, 5 d'empreses de construcció, 2 d'empreses de comerç i reparació d'automòbils, 2 d'empreses d'hostatgeria i restauració, 1 d'una empresa immobiliària, 1 d'una empresa de serveis i 1 d'una empresa classificada com a «altres activitats de serveis».
Dels 6 establiments de servei als particulars que hi havia el 2009, 1 era un guixaire pintor, 1 fusteria, 2 lampisteries, 1 electricista i 1 agència immobiliària.
L'any 2000 a Saint-Martin-d'Août hi havia 16 explotacions agrícoles que ocupaven un total de 440 hectàrees.

## Equipaments sanitaris i escolars
El 2009 hi havia una escola elemental integrada dins d'un grup escolar amb les comunes properes formant una escola dispersa.

## Poblacions més properes
El següent diagrama mostra les poblacions més properes.